# 阿韦讷勒孔特
阿韦讷勒孔特（法語：Avesnes-le-Comte，法語發音：[avɛn lə kɔ̃t]）是法国上法蘭西大區加来海峡省的一个市镇，属于阿拉斯区。

## 地理
阿韦讷勒孔特（50°16'37"N, 2°31'43"E）面积9.38 平方千米，位于法国上法蘭西大區加来海峡省，该省份为法国北部沿海省份，西北濒北海，南至索姆省，东临北部省。
与阿韦讷勒孔特接壤的市镇（或旧市镇、城区）包括：努瓦耶勒维永、巴利、松布兰、博福尔-布拉万库尔、福瑟、大吕勒库尔、欧特维尔。
阿韦讷勒孔特的时区为UTC+01:00、UTC+02:00（夏令时）。

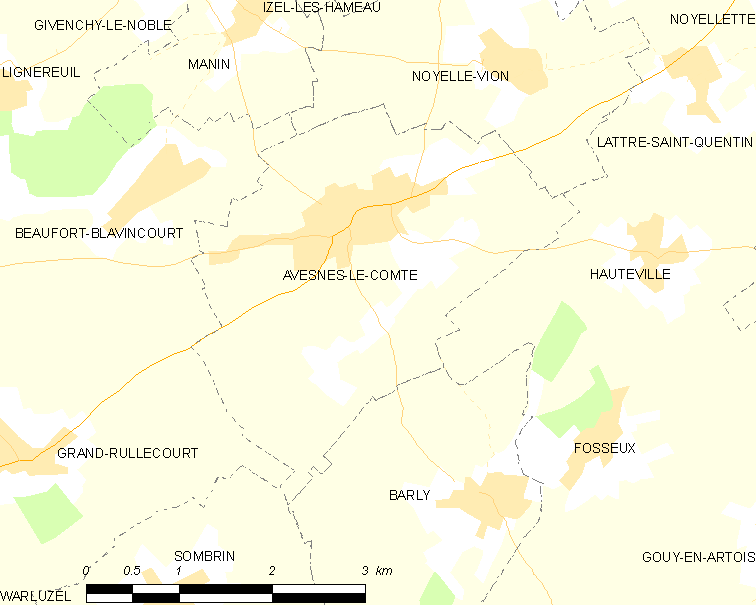
阿韦讷勒孔特的OSM定位图

## 行政
阿韦讷勒孔特的邮政编码为62810，INSEE市镇编码为62063。

## 政治
阿韦讷勒孔特所属的省级选区为阿韦讷勒孔特县。

## 人口

1962-2008年间阿韦讷勒孔特人口变化图示

阿韦讷勒孔特于2022年1月1日时的人口数量为1817人。